# Czarny naramiennik

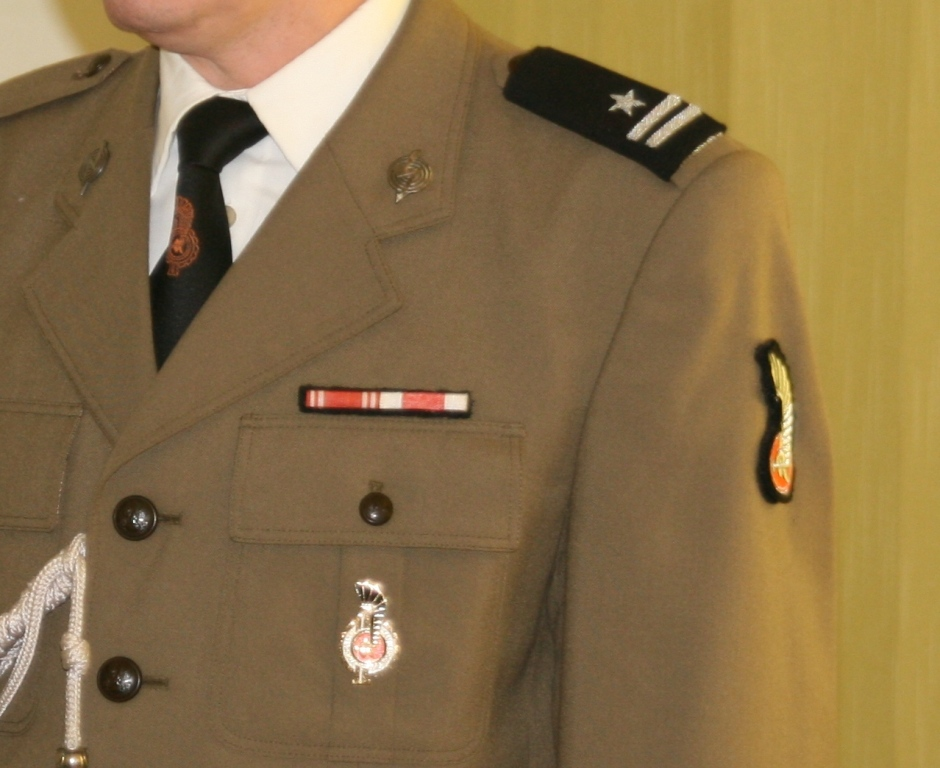
Pochewka (majora) koloru czarnego na bluzie munduru galowego

Czarny naramiennik − odznaka specjalna (honorowa) nadana 25 października 1940 żołnierzom 10 Brygady Kawalerii Pancernej przez Naczelnego Wodza gen. dyw. Władysława Sikorskiego za kampanię wrześniową 1939. Od roku 2006 noszona przez żołnierzy 11 Lubuskiej Dywizji Kawalerii Pancernej, która dziedziczy tradycje 1 Dywizji Pancernej dowodzonej przez gen. Stanisława Maczka. 
Czarny naramiennik wywodzi się od umundurowania żołnierzy 10 Brygady Kawalerii w czasie kampanii wrześniowej. Na wyposażeniu żołnierzy były czarne, skórzane kurtki i płaszcze, a od roku 1938 ich regulaminowym nakryciem głowy były czarne berety. Te elementy odróżniały 10 BK od pozostałych polskich żołnierzy. Charakterystyczne umundurowanie oraz wyjątkowa bitność i wola walki brygady sprawiła, że w czasie kampanii wrześniowej niemieccy żołnierze nadali jej przydomek: Die Schwarze Brigade (Czarna Brygada).
W roku 1940 za działania 10 Brygady Kawalerii w czasie kampanii wrześniowej Naczelny Wódz gen. Sikorski nadał odznakę honorową 10 Brygadzie Kawalerii Pancernej (która dziedziczyła tradycje 10 BK) w postaci czarnego naramiennika ze stopniem noszonego na lewym ramieniu kurtki i płaszcza. Odznakę zatwierdzono w Dzienniku Rozkazów Naczelnego Wodza i Ministra Spraw Wojskowych nr 2 z 31 marca 1941 roku, poz. 8.
Po upadku Francji 10 Brygada Kawalerii Pancernej została odtworzona w Wielkiej Brytanii. W 1942 została sformowana 1 Dywizja Pancerna. Oznakę honorową w postaci czarnego naramiennika przejęła cała Dywizja w roku 1943.
W roku 2006 powrócono do tradycji czarnego naramiennika. Rozporządzeniem Ministra Obrony Narodowej z dnia 29 sierpnia 2006 roku zmieniającym rozporządzenie w sprawie wzorów oraz noszenia umundurowania i oznak wojskowych przez żołnierzy zawodowych i kandydatów na żołnierzy zawodowych wprowadzono: pochewkę w kolorze czarnym z oznaką stopnia wojskowego. Noszą ją na lewym naramienniku mundurów wyjściowych, galowych i służbowych żołnierze 11 Lubuskiej Dywizji Kawalerii Pancernej jako kontynuatorzy tradycji 10 Brygady.